# Rząd Teokratyczny Nyabinghi

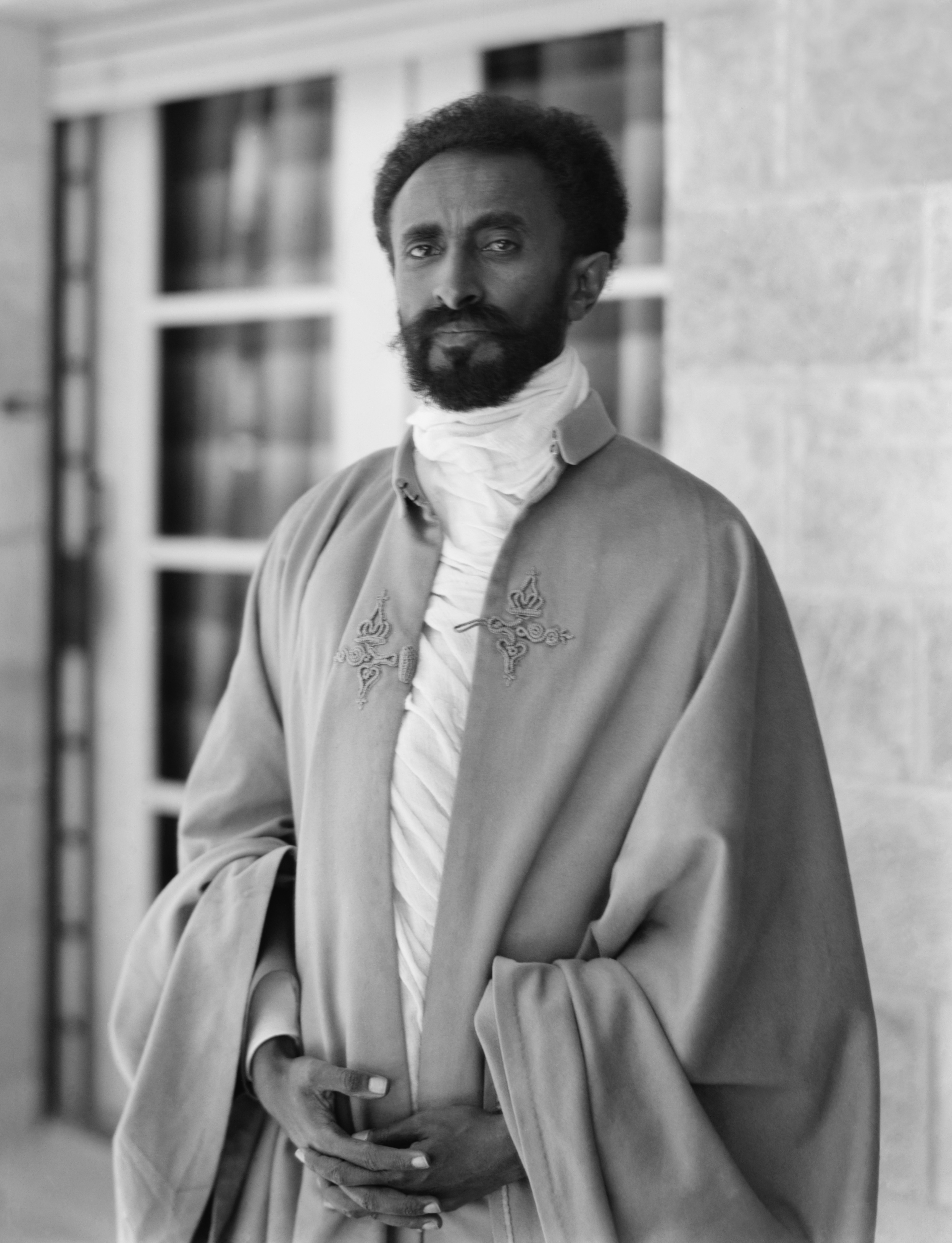
Hajle Syllasje I – ostatni cesarz Etiopii, znany jako symbol religijny ruchu Rastafari

Nyahbinghi, Rząd Teokratyczny Nyabinghi (ang. Theocracy Government Nyabinghi) – najstarszy odłam ruchu Rastafari, którego nazwa pochodzi od imienia królowej Nyahbinghi, rządzącej Ugandą w XIX wieku i walczącej przeciwko kolonialistom. Jest to jednocześnie najściślejszy i najsurowszy pod względem wyznawanych zasad odłam rastafari. Uznają oni cesarza Hajle Syllasje I za Mesjasza i głoszą ideę globalnej teokracji pod jego duchowym przywództwem. Nie używają przemocy głosząc, iż tylko Jah ma prawo niszczyć. Z przemocą niesprawiedliwie byli kojarzeni przez hasło: „Death to black and white downpressors”. 
Członkowie tego domu głoszą kult cesarza Hajle Syllasje I oraz zajmują się repatriacją (często duchową) do Etiopii, będącej według ich wierzeń kolebką wszystkich czarnych braci i wszystkich ludzi na Ziemi. Etiopia ma dla ich wierzeń ogromne znaczenie, a jej flaga, składająca się z 3 kolorów rasta, jest przedstawiana na wszystkich ich symbolach.